# Werner Scheff
Werner Scheff (* 5. Mai 1888 in Berlin als Eduard Werner Sochaczewski; † im Sommer 1947 in London) war ein deutscher Schriftsteller und Drehbuchautor.

## Leben und Wirken
Der Sohn des Journalisten und Schriftstellers Harry Scheff (eigentlich Heinrich Sochaczewski) diente im Ersten Weltkrieg als Offizier. Seit 1919 veröffentlichte Werner Scheff zahlreiche Unterhaltungsromane, darunter Abenteuer- und Science-Fiction-Stoffe wie auch Geschichten aus der Welt des Sports. Zu seinen Titeln zählen Das flammende Meer, Tschandu. Der Roman einer Leidenschaft, Im Tal des Schweigens, Die Meisterschaften des Walter Issing, Der Ruf aus Grönland und Das weiße Spiel.
In den letzten Jahren der Weimarer Republik schrieb er auch mehrere Drehbücher, vorzugsweise Abenteuer- und Sensationsstoffe für den Schauspieler und Regisseur Harry Piel. Eine Reihe seiner literarischen Vorlagen wurden zwischen 1919 und 1933 von anderen Drehbuchautoren zu Filmstoffen verarbeitet, darunter Die Arche, Die Dame und der Landstreicher, Der Mann im Sattel, Dagfin, Das Mädel auf der Schaukel, Der Meister der Welt, Der Läufer von Marathon und zuletzt Zwischen zwei Herzen.
Zur Zeit des Nationalsozialismus wurde Scheff 1934 denunziert und im Jahr darauf aus dem Reichsverband deutscher Schriftsteller ausgeschlossen. Seit 1937 befand er sich im Exil in Großbritannien. Noch 1944 begann Piel mit der Adaption einer (bereits 1925 von Manfred Noa erstmals verfilmten) Scheff-Vorlage, der Pferdegeschichte Der Mann im Sattel.
Werner Scheff war seit 1920 mit Gertrud Hamburger, einer Tochter des Journalisten Paul Hamburger (1859–1920), verheiratet.
Er starb, mittlerweile vollkommen mittellos, im dritten Quartal des Jahres 1947 in London.
Sein Bruder war der Rechtsanwalt Otto Scheff.

## Filme (als Drehbuchautor)
- 1927: Der Anwalt des Herzens
- 1930: Ich glaub’ nie mehr an eine Frau (nur Dialoge)
- 1932: Der Geheimagent
- 1932: Das Schiff ohne Hafen
- 1932: Jonny stiehlt Europa
- 1933: Sprung in den Abgrund

## Verfilmungen
- 1919: Die letzten Menschen (nach seinem gleichnamigen Roman. Regie: Richard Oswald)
- 1932: Der Läufer von Marathon. Regie: E. A. Dupont
- 1934: Zwischen zwei Herzen (auf Grundlage seines Romans Ulla, die Tochter)
- 1945: Der Mann im Sattel. Regie: Harry Piel  (UA: 2000)